# Guillaume Southerne
Guillaume Southerne (en anglais : William Southerne), exécuté à Newcastle upon Tyne le 30 avril 1618, est un prêtre catholique anglais. Martyr catholique, il est béatifié en 1987 par le pape Jean-Paul II. Il est compté comme l'un des quatre-vingt-cinq martyrs d'Angleterre et de Galles béatifiés par ce dernier. Il figure aussi sur la liste des martyrs de Douai. Il est vénéré le 30 avril.  

## Biographie
Ancien élève et prêtre du collège anglais de Douai et du collège royal anglais de Valladolid, Southerne est né à Ketton, près de Darlington, dans le comté de Durham, et a exercé son ministère dans le Northumberland. 
Il est condamné à mort pour avoir été prêtre catholique et avoir refusé de prêter serment d'allégeance. Il a été pendu, traîné sur une claie jusqu'à la potence et mis en quart.

## Source
- (en) Cet article est partiellement ou en totalité issu de l’article de Wikipédia en anglais intitulé « William Southerne » (voir la liste des auteurs).